# Nowy Młyn (powiat nowotomyski)
Nowy Młyn – osada w Polsce położona w województwie wielkopolskim, w powiecie nowotomyskim, w gminie Miedzichowo. Leży nad Czarną Wodą.
Pod koniec XIX wieku osada liczyła 2 dymy (domostwa) i 36 mieszkańców. Wraz z Starym Folwarkiem i Hamrzyckiem tworzyła okrąg wiejski.